# Euryproctus curvator
Euryproctus curvator là một loài tò vò trong họ Ichneumonidae.